# Jean de Britto
Pour les articles homonymes, voir Britto (homonymie).
Saint Jean de Britto (en portugais : João de Brito), né le 1er mars 1647 à Lisbonne (Portugal) et mort (exécuté) le 4 février 1693, à Oriyur (Inde), est un prêtre jésuite portugais missionnaire dans l’Inde du Sud. Considéré comme martyr il est canonisé en 1947. Jean de Britto est liturgiquement commémoré le 4 février.

## Jeunesse et formation
Né dans une famille de la haute noblesse du Portugal - son père est vice-roi au Brésil - Jean est introduit comme page la cour de Lisbonne à l’âge de 9 ans. Il y est compagnon du futur roi, Pierre II de Portugal. Malgré les instances du prince, Jean entre dans la Compagnie de Jésus le 17 décembre 1662.
Le noviciat terminé, Britto fait des études classiques à Evora (1665-1666) et de philosophie à Coimbra (1666-1669). Séduit par l’exemple de Saint François Xavier, le jeune Britto écrit au supérieur général, Jean Paul Oliva, demandant d’être envoyé en mission en Inde (19 novembre 1668). Il poursuit cependant ses études au Portugal, avec la théologie à Coimbra, de 1670 à 1673. Il est ordonné prêtre à Lisbonne en février 1673.

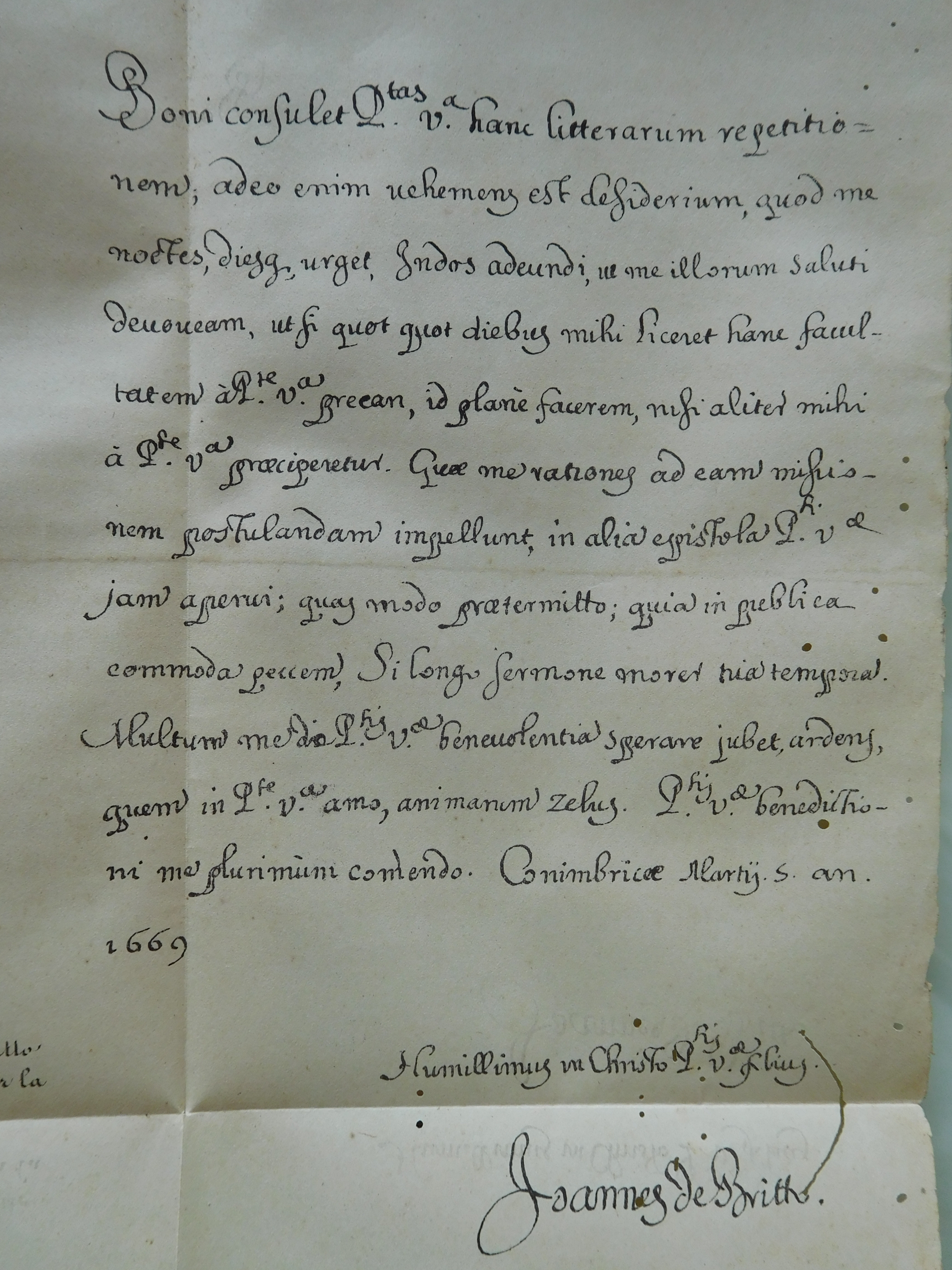
Lettre de Britto demandant d'être envoyé en 'Mission' en Inde

## En Inde

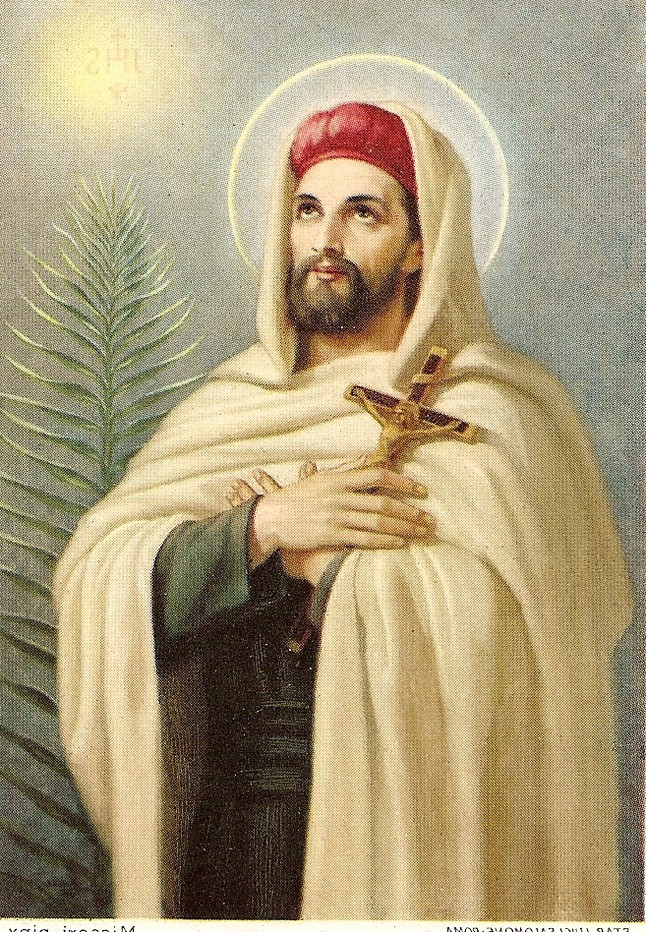
Saint Jean de Britto

Peu avant son ordination il reçoit la nouvelle qu’il attendait. Il est destiné à partir en Inde y rejoindre les missionnaires qui travaillent déjà dans la région de Madurai. Il quitte Lisbonne en mars 1673 et arrive à Goa en septembre de la même année avec 27 autres Jésuites non sans avoir dû rassurer sa famille, sa parenté et la cour. Il y termine la théologie et se met immédiatement à l’étude de la langue tamoule. Dès l’année suivant, en juillet 1674 il rejoint la côte de Coromandel et arrive dans la région qui sera son champ d’action, la mission du Maduré.
Britto se familiarise d’abord avec la structure sociale des castes aux règles strictes et compliquées. Comme son prédécesseur Roberto de Nobili, mort une quinzaine d’années avant son arrivée, Britto adopte les règles de vie ascétique des religieux hindous : il se fait Pandara swami, et prend le nom de Arulanandar. À partir de 1676, il visite les communautés chrétiennes de Gingy et Thanjavur (deux royaumes indépendants) et s’installe dans la région de Maduré dont il est le supérieur de 1685 à 1686.
En 1686 il entre dans le royaume de Maravar (en) (aujourd’hui district de Ramnad). Son succès - beaucoup se convertissent au christianisme - irrite les brahmanes qui complotent sa mise à mort. En juillet Britto est arrêté avec 6 catéchistes, emprisonné, torturé et condamné à mort. Cependant un mois plus tard, ils furent libérés. Britto fut interdit par le souverain local de revenir sur son territoire.

## Visite en Europe
Britto est envoyé en Europe pour faire un rapport sur l’état de la mission et demander le soutien du Roi Pierre II de Portugal pour les Jésuites en mission en Inde. Il arrive à Lisbonne en septembre 1687. Au Portugal il rencontre les communautés jésuites où ses récits suscitent l’enthousiasme missionnaire. Consterné à la vue du son ami d'enfance, missionnaire émacié, vieilli, et surtout marqué par les tortures subies, Pierre II tente de le garder au Portugal pour s’occuper de ses enfants. Britto refuse, alléguant que les besoins sont bien plus grands en Inde. Il reprend le bateau le 19 mars 1690, avec un groupe important de nouveaux missionnaires.

## Retour à Maduré, condamnation et exécution
Débarquant à Goa en novembre 1690, il se rend à Maduré, en passant par le royaume de Maravar. Pour des raisons de sécurité il ne reste jamais longtemps au même endroit. Cependant un prince royal, malade et ayant entendu parler des dons de thaumaturgie de Britto, le fait demander pour en recevoir le baptême. Britto envoie d’abord un catéchiste pour s’assurer de la sincérité de la demande. Après une préparation adéquate, Britto accepte de le rencontrer et le baptise le 6 janvier 1693, avec sa première épouse, les autres étant répudiées. Une des épouses répudiées, nièce du roi de Maravar, se plaint auprès de ce dernier : le roi s’estime insulté par ce renvoi. Britto est arrêté le 8 janvier, incarcéré à Ramanathapuram et condamné à mort le 28 janvier. Deux jours plus tard Jean de Britto est transféré à Oriyur où il est exécuté par décollation (4 février 1693).

## Canonisation
Béatifié seulement le 21 août 1853 par Pie IX, Jean de Britto est canonisé le 22 juin 1947 par Pie XII. Le retard de sa béatification s'explique par le fait que ses méthodes missionnaires (principe d'accommodement ou inculturation) était encore considérée par l'Église comme trop laxiste envers le paganisme.
Sa commémoration liturgique se fait le 4 février (jour de sa mort). Oriyur, est un lieu de pèlerinage très fréquenté par les chrétiens du Tamil Nadu. Le nouveau diocèse de Sivagangai (créé en 1987 à partir de celui de Maduré), compte aujourd’hui plus de 200 000 catholiques.